# هندسة المتطلبات
هندسة المتطلبات (بالإنجليزية: Requirements Engineering)‏ هي إحدى العمليات في مجال هندسة البرمجيات أو هندسة الأنظمة، وتشمل جميع الفعاليات المتعلقة باستكشاف وتوثيق وصيانة مجموعة من المتطلبات من أجل بناء نظام حاسوبي.
يعتقد أن أول استخدام لمصطلح «هندسة المتطلبات» كان عام 1979 في تقرير تي آر دبليو (TRW) التقني. لكن استخدامة لم ينتشر حتى تسعينيات القرن العشرين عندما نشرت الجمعية الحاسوبية التابعة لجمعية مهندسي الكهرباء والإلكترونيات (IEEE Computer Society) دروسا تعليمية واستهلت سلسلة من المؤتمرات حول موضوع هندسة المتطلبات.